# 114023 Harvanek
114023 Harvanek este un asteroid din centura principală de asteroizi.

## Descriere
114023 Harvanek este un asteroid din centura principală de asteroizi. A fost descoperit pe 29 octombrie 2002 la Apache Point Observatory în cadrul programului Sloan Digital Sky Survey. Asteroidul prezintă o orbită caracterizată de o semiaxă mare de 2,69 ua, o excentricitate de 0,12 și o înclinație de 14,9° în raport cu ecliptica.